# New Zealand State Highway 63
Der New Zealand State Highway 63 (State Highway 63 oder in Kurzform SH 63) ist eine Fernstraße von nationalem Rang auf der Südinsel von Neuseeland.

## Geographie
Die Fernstraße hat eine Länge von 117 km und befindet sich im Norden der Südinsel. Die über ihre gesamte Länge zweispurig (je eine pro Fahrtrichtung) ausgebaute Straße verbindet den State Highway 6 zwischen dem Abzweig Kawatiri im Westen und seinem Abzweig bei Renwick, 10 km vor Blenheim im Osten. Der SH 63 bildet dabei eine Abkürzung zum SH 6, der von Blenheim kommend über Havelock im Norden und Nelson im Nordwesten  einen großen Bogen vollzieht. Der SH 63 führt auf seinem Weg durch die beiden Regionen Marlborough und Tasman.

## Streckenführung
Der State Highway 63 zweigt südöstlich von dem kleinen Ort Renwick vom State Highway 6 nach Westen ab und folgt über 81 km bis 11 km vor Saint Arnaud dem Lauf des Wairau River, anfangs an der rechten, später an der linken Flussseite. Bei Saint Arnaud, wo die Straße einen Schwenk nach Nordwest vollzieht, tangiert sie den Lake Rotoiti an seiner Nordseite. Ab dem Ortsausgang folgt der SH 63 auf seinen letzten 25 km bis zur Anschlussstelle Kawatiri, wo er wieder auf den SH 6 trifft, dann dem Flussverlauf des Buller River. Der einzige nennenswerte Abzweig auf der gesamten Strecke des SH 63 ist der zur Straße der Korere Tophouse Road, die 5 km vor Saint Arnaud nach Norden hin abgeht.